# Автобус року

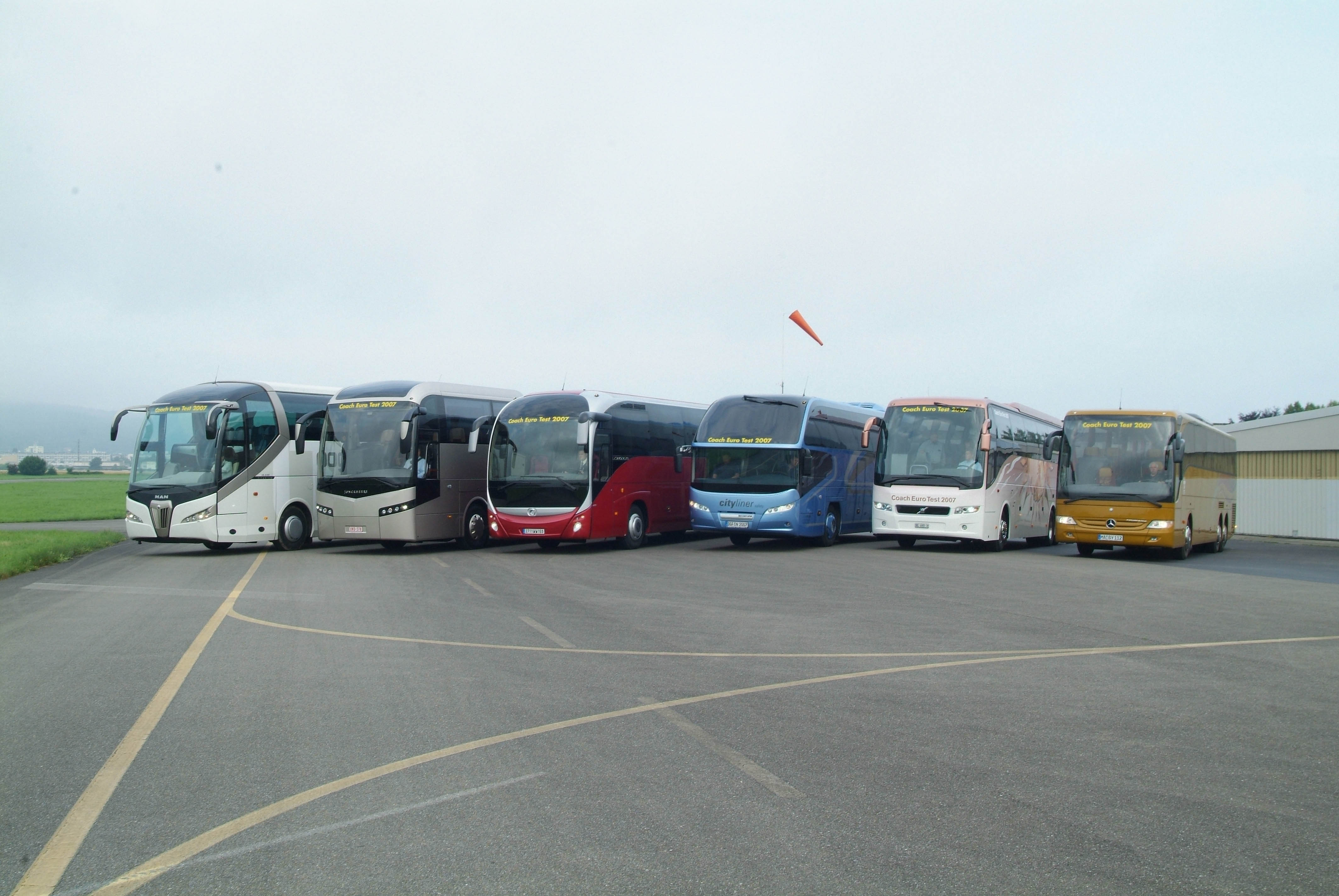
Туристичний Автобус Року (Coach of the Year) 2007 в Цюриху

Автобус року та Туристичний автобус року (англ. Bus of the Year та Coach of the Year, також відомі як International Bus of the Year та International Coach of the Year) — це нагороди, які кожен рік почергово присвоюються європейським моделям автобусів. Конкурс проводиться з 1989 року низкою європейських видань.

## Склад журі
Наступні 19 європейських журналів будуть відправляти свого журналіста для формування журі для конкурсу Автобус року. (Список станом на листопад 2014 року)
| Країна          | Видання                          |
| --------------- | -------------------------------- |
| Бельгія         | Transporama                      |
| Болгарія        | КАМИОНИ, АВТОБУСИ                |
| Данія           | Trans-Inform                     |
| Німеччина       | Omnibusrevue                     |
| Фінляндія       | Auto, Tekniikka ja Kuljetus      |
| Франція         | Bus & Car                        |
| Греція          | Troxoi kai TIR                   |
| Італія          | Pullman                          |
| Нідерланди      | Nederlands Vervoer               |
| Норвегія        | Buss Magasinet                   |
| Австрія         | Österreichischer Personenverkehr |
| Польща          | Autobusy TEST                    |
| Швеція          | Trafik Forum                     |
| Швейцарія       | Bus transNews                    |
| Іспанія         | Autobuses & Autocares            |
| Велика Британія | Bus & Coach Buyer                |
| Хорватія        | Kamion&BUS                       |
| Ірландія        | Fleet Bus and Coach              |
| Румунія         | Tranzit / Persons Transportation |

## Переможці
| Назва                  | Нагорода                             | Виробник      | Модель                         | Фото |
| ---------------------- | ------------------------------------ | ------------- | ------------------------------ | ---- |
| Bus of the Year 2017   | IAA Nutzfahrzeuge 2016               | Solaris       | Urbino 12 electric             |      |
| Coach of the Year 2016 | Busworld Kortrijk 16. Oktober 2015   | Iveco         | Magelys                        |      |
| Bus of the Year 2015   | IAA Nutzfahrzeuge 2014               | MAN           | NG313-18,75 Lion's City GL CNG |      |
| Coach of the Year 2014 | Busworld Kortrijk 18. Oktober 2013   | Setra         | S 515 HD                       |      |
| Bus of the Year 2013   | IAA Nutzfahrzeuge 20. September 2012 | Mercedes-Benz | Citaro                         |      |
| Coach of the Year 2012 | Busworld Kortrijk Oktober 2011       | VDL           | Futura                         |      |
| Bus of the Year 2011   | IAA Nutzfahrzeuge 21. September 2010 | VDL           | Citea                          |      |
| Coach of the Year 2010 | Busworld Kortrijk 15. Oktober 2009   | Mercedes-Benz | Travego                        |      |
| Bus of the Year 2009   | IAA Nutzfahrzeuge 23. September 2008 | Setra         | S 415 NF                       |      |
| Coach of the Year 2008 | Busworld Kortrijk 19. Oktober 2007   | Volvo         | 9700                           |      |
| Bus of the Year 2007   | IAA Nutzfahrzeuge 19. September 2006 | Mercedes-Benz | Citaro LE Ü                    |      |
| Coach of the Year 2006 | Busworld Kortrijk 20. Oktober 2005   | Neoplan       | Starliner SHD L                |      |
| Bus of the Year 2005   | IAA Nutzfahrzeuge 21. September 2004 | MAN           | Lion’s City                    |      |
| Coach of the Year 2004 | Busworld Kortrijk 17. Oktober 2003   | MAN           | Lion’s Star                    |      |
| Coach of the Year 2004 | Busworld Kortrijk 17. Oktober 2003   | Scania Irizar | PB                             |      |
| Bus of the Year 2003   | FIAA Madrid 23. Oktober 2002         | Van Hool      | A330                           |      |
| Coach of the Year 2002 | Busworld Kortrijk 2001               | Setra         | S 415 HDH                      |      |
| Bus of the Year 2001   | FIAA Madrid 22. November 2000        | Mercedes-Benz | Cito                           |      |
| Coach of the Year 2000 | Busworld Kortrijk 1999               | Neoplan       | Starliner N 516/3 SHDL         |      |
| Bus of the Year 1999   | FIAA Madrid 18. November 1998        | MAN           | NL 263 (A21)                   |      |
| Coach of the Year 1998 | Busworld Kortrijk 16. Oktober 1997   | Van Hool      | T9 Acron                       |      |
| Bus of the Year 1997   | ?                                    | Setra         | S 315 NF                       |      |
| Coach of the Year 1996 | Car & Bus Kortrijk 19. Oktober 1995  | Drögmöller    | Eurocomet E 330 H B 12-600     |      |
| Bus of the Year 1995   | ?                                    | Neoplan       | Metroshuttle N 4114            |      |
| Coach of the Year 1995 | Autobus RAI Maastricht Oktober 1994  | Iveco         | EuroClass HD                   |      |
| Coach of the Year 1994 | Car & Bus Kortrijk Oktober 1993      | MAN           | RH 403 Lion’s Star             |      |
| Coach of the Year 1993 | ?                                    | Setra         | S 315 HD                       |      |
| Coach of the Year 1992 | ?                                    | Mercedes-Benz | O 404                          |      |
| Coach of the Year 1991 | ?                                    | Renault       | FR1 GTX                        |      |
| Bus of the Year 1990   | ?                                    | Neoplan       | Metroliner                     |      |

## Зноски
1. ↑  Members [Архівовано 29 березня 2017 у Wayback Machine.] Bus of the Year Award (Referenced: 13 November 2014)
2. ↑  Архівована копія (PDF). Архів оригіналу (PDF) за 19 листопада 2015. Процитовано 18 листопада 2015.{{cite web}}:  Обслуговування CS1: Сторінки з текстом «archived copy» як значення параметру title (посилання) [Архівовано 2015-11-19 у Wayback Machine.]
3. ↑  Архівована копія. Архів оригіналу за 4 березня 2016. Процитовано 20 травня 2022.{{cite web}}:  Обслуговування CS1: Сторінки з текстом «archived copy» як значення параметру title (посилання)
4. ↑  Архівована копія. Архів оригіналу за 8 серпня 2016. Процитовано 20 травня 2022.{{cite web}}:  Обслуговування CS1: Сторінки з текстом «archived copy» як значення параметру title (посилання)
5. ↑  http://www.daimler.com/dccom/0-5-1043891-49-1245189-1-0-0-0-0-0-8-0-0-0-0-0-0-0-0.html%5Bнедоступне+посилання+з+лютого+2019%5D
6. ↑  http://media.daimler.com/dcmedia/0-921-657353-49-1131580-1-0-0-0-0-0-11702-854946-0-1-0-0-0-0-0.html%5Bнедоступне+посилання+з+лютого+2019%5D
7. ↑  Архівована копія. Архів оригіналу за 17 травня 2008. Процитовано 18 квітня 2010.{{cite web}}:  Обслуговування CS1: Сторінки з текстом «archived copy» як значення параметру title (посилання) [Архівовано 2008-05-17 у Wayback Machine.]
8. ↑  http://www.mercedes-benz.de/content/germany/mpc/mpc_germany_website/de/home_mpc/bus/home/buses_world/update/awards/awards.0002.html%5Bнедоступне+посилання+з+травня+2019%5D
9. 1 2  http://www.neoplan.de/datapool/mediapool/200/060913_IAA2006NEOMAN_dt.pdf
10. ↑  http://www.man-mn.com/de/media/Pressemeldungen/show_press.jsp?id=18401%5Bнедоступне+посилання+з+листопадаа+2019%5D
11. ↑  Архівована копія. Архів оригіналу за 15 грудня 2014. Процитовано 18 квітня 2010.{{cite web}}:  Обслуговування CS1: Сторінки з текстом «archived copy» як значення параметру title (посилання) [Архівовано 2014-12-15 у Wayback Machine.]
12. ↑  Архівована копія. Архів оригіналу за 22 лютого 2011. Процитовано 18 квітня 2010.{{cite web}}:  Обслуговування CS1: Сторінки з текстом «archived copy» як значення параметру title (посилання) [Архівовано 2011-02-22 у Wayback Machine.]
13. 1 2 3  Архівована копія (PDF). Архів оригіналу (PDF) за 3 грудня 2013. Процитовано 18 квітня 2010.{{cite web}}:  Обслуговування CS1: Сторінки з текстом «archived copy» як значення параметру title (посилання)
14. ↑  Архівована копія. Архів оригіналу за 24 вересня 2015. Процитовано 18 квітня 2010.{{cite web}}:  Обслуговування CS1: Сторінки з текстом «archived copy» як значення параметру title (посилання)
15. ↑  Архівована копія. Архів оригіналу за 21 травня 2001. Процитовано 18 квітня 2010.{{cite web}}:  Обслуговування CS1: Сторінки з текстом «archived copy» як значення параметру title (посилання) [Архівовано 2001-05-21 у Wayback Machine.]
16. ↑  http://www.samochodyswiata.pl/viewtopic.php?f=22&p=491532 [Архівовано 3 грудня 2013 у Wayback Machine.] Forum Samochody Świata (ace-europe.org)
17. ↑  Архівована копія. Архів оригіналу за 1 лютого 2009. Процитовано 18 квітня 2010.{{cite web}}:  Обслуговування CS1: Сторінки з текстом «archived copy» як значення параметру title (посилання)
18. ↑  http://www.man-mn.at/datapool/mediapool/106/NEOMAN_Fakten_2006_d.pdf%5Bнедоступне+посилання+з+лютого+2019%5D
19. ↑  Архівована копія. Архів оригіналу за 8 червня 2004. Процитовано 18 квітня 2010.{{cite web}}:  Обслуговування CS1: Сторінки з текстом «archived copy» як значення параметру title (посилання) [Архівовано 2004-06-08 у Wayback Machine.]
20. ↑  http://home.netwings.ch/trenold/iboy%202007%20Citaro%20LE%20Press%20Release.doc%5Bнедоступне+посилання+з+лютого+2019%5D
21. ↑  Архівована копія. Архів оригіналу за 23 червня 2007. Процитовано 18 квітня 2010.{{cite web}}:  Обслуговування CS1: Сторінки з текстом «archived copy» як значення параметру title (посилання) [Архівовано 2007-06-23 у Wayback Machine.]